# EL34

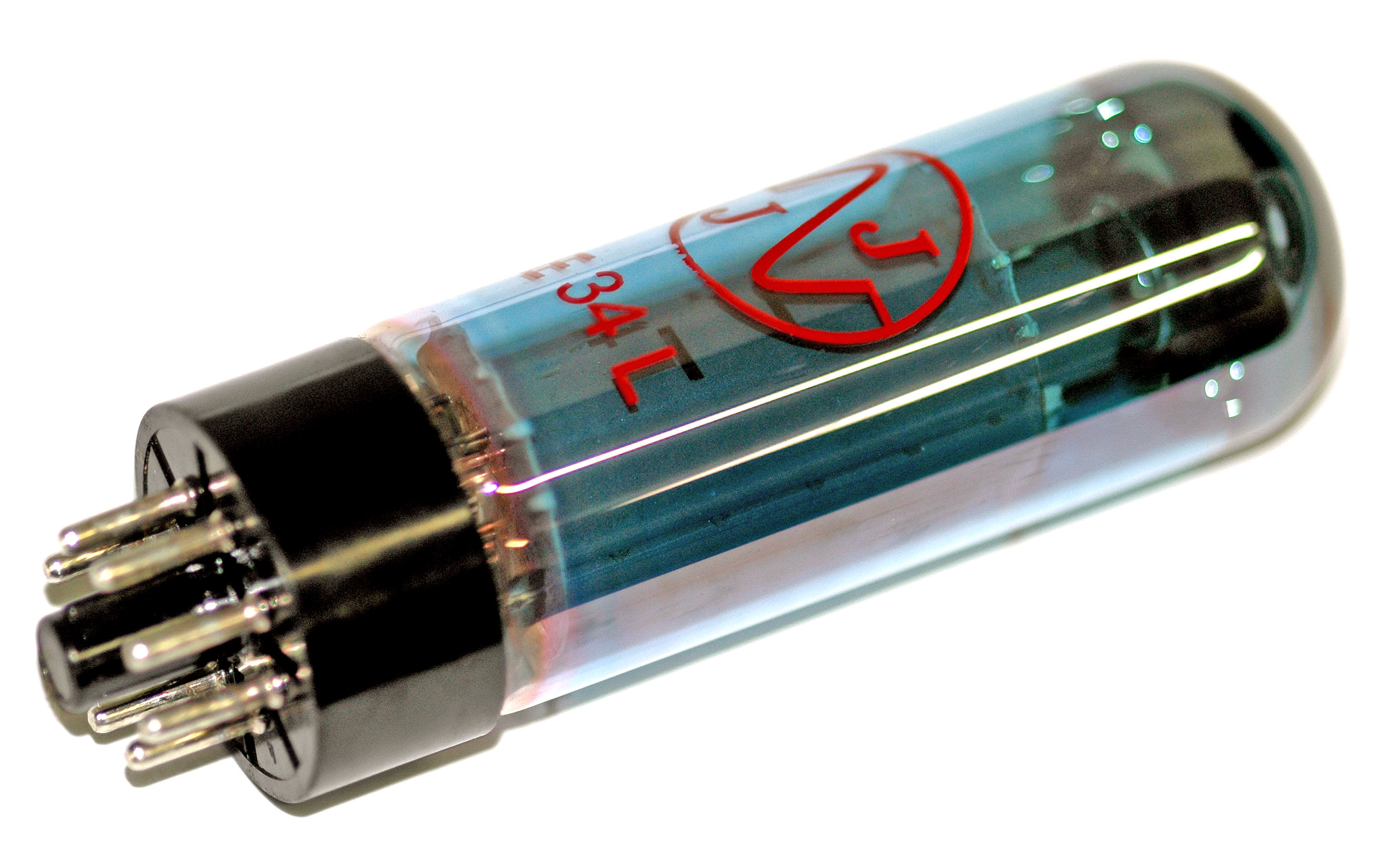
EL34

EL34 je výkonová elektronka, pentoda, používaná zejména v audiotechnice.

## Základní informace
EL34 má standardní oktalovou patici se shodným zapojením jako KT88, nebo 6L6.

## Technická data
- žhavení = 6,3V/1,5A
- napětí anody = 265V(800Vmax)
- napětí 2. mřížky = 250V(450Vmax)
- napětí 3. mřížky = 0V
- proud anodou = 100mA
- proud katodou = 150mAmax
- proud 2. mřížkou = 14,9mA
- napětí 1. mřížky = -10V
- výkon anodový = 25Wmax
- výkon 2. mřížky = 8Wmax
- zesilovací činitel = 11